# Friedrich Georg Schrader
Friedrich Georg Schrader (* 7. September 1797 in Bleckede; † 14. August 1875 in Göttingen) war ein deutscher Verwaltungsjurist und Amtsrichter.

## Leben
Friedrich Schrader war Sohn des Zöllners Schrader in Bleckede. Von Ostern 1812 bis Ostern 1815 besuchte er die Klosterschule Ilfeld.

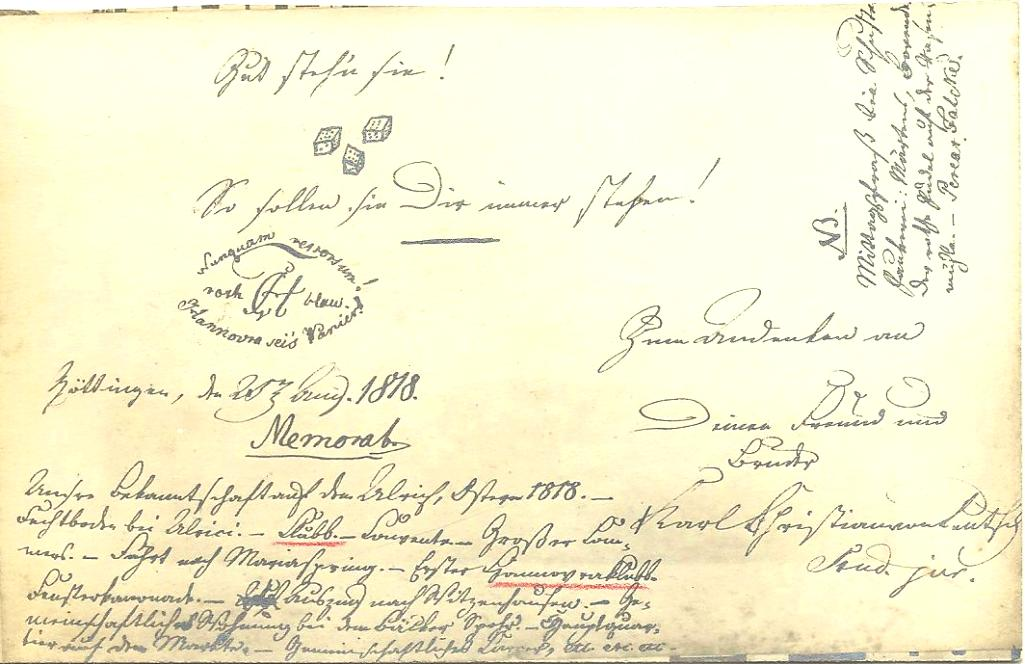
Stammbuchblatt v. Leutsch für F.G. Schrader

Von 1815 bis 1819 studierte er Rechtswissenschaften an der Universität Göttingen. Er war Mitglied des Corps Hannovera Göttingen und Senior des Corps in der Zeit des Auszugs der Studentenschaft nach Witzenhausen (1818) und hatte dieserhalb erhebliche Untersuchungen seitens der Universitätsbehörden durchzustehen. Nach Beendigung des Studiums trat er in den Verwaltungsdienst des Königreichs Hannover ein und wurde 1820 Auditor im Amt Bleckede. 1824 wurde er Amtsassessor im Amt Stolzenau und 1825 in das Amt Iburg und 1838 nach Otterndorf versetzt. 1847 wurde er Amtmann im Amt Siedenburg und nach dessen Aufhebung 1853 bis zum Ruhestand Oberamtsrichter am Amtsgericht Lingen.